# Dolichoderus tavridus
Dolichoderus tavridus (лат.) — ископаемый вид муравьёв рода Dolichoderus из подсемейства Dolichoderinae (Formicidae). Крым (Малый Камышлак, Керченский полуостров), миоценовые отпечатки, возраст находки 13—16 млн лет.

## Описание
Муравьи мелкого размера. Длина переднего крыла 3,4 мм. На отпечатках сохранились только следы жилок крыла. В переднем крыле замкнутая ячейка 3r с вершиной, лежащей на краю крыла; птеростигма округлая.
Вид был впервые описан в 2017 году российскими мирмекологами Ксенией Перфильевой (Москва, МГУ), Дмитрием Дубовиковым (Санкт-Петербург, СПбГУ) и профессором Геннадием Михайловичем Длусским (МГУ) вместе с видом Oecophylla taurica. Видовое название D. tavridus происходит от русского названия Крымского полуострова (Таврида), данного ему после присоединения к России в 1783 году. Dolichoderus tavridus это 13-й миоценовый и 50-й ископаемый представитель рода Dolichoderus (с учётом переноса нескольких сомнительных видов долиходерусов в род Ponerites; например, Dolichoderus tauricus переименован в Ponerites tauricus), из которых половина описаны из балтийского, саксонского, доминиканского и других янтарей Европы. Ранее описанный вид D. zherichini Dlussky et Perkovsky, 2002 был обнаружен в ровенском янтаре.